# Camila Pérez
Camila Pérez (* 4. Februar 1988) ist eine uruguayische Leichtathletin, die im Sprint und im Hürdenlauf an den Start geht.

## Sportliche Laufbahn
Erste internationale Erfahrungen sammelte Camila Pérez im Jahr 2025, als sie bei den Südamerikameisterschaften in Mar del Plata mit 59,57 s in der Vorrunde im 400-Meter-Lauf ausschied und mit der uruguayischen Mixed-Staffel über 4-mal 400 Meter in 3:37,38 min den siebten Platz. Zudem gelangte sie mit der Frauenstaffel mit 4:09,16 min auf den sechsten Platz. 
In den Jahren 2020 und 2021 wurde Pérez uruguayischer Meister im 400-Meter-Lauf sowie 2021 auch im 400-Meter-Hürdenlauf.

## Persönliche Bestzeiten
- 400 Meter: 57,11 s, 8. Mai 2021 in Montevideo
- 400 m Hürden: 65,49 s, 2. Mai 2021 in Montevideo